# Hedyosmum mexicanum
Hedyosmum mexicanum là một loài thực vật thuộc họ Chloranthaceae. Loài này có ở Guatemala và México. Chúng hiện đang bị đe dọa vì mất môi trường sống.